# Teratornithidae
I teratorniti (Teratornithidae L. H. Miller, 1909) sono una famiglia di uccelli da preda estinti, vissuti in Nordamerica e Sudamerica dal Miocene al Pleistocene. Questo gruppo include i più grandi uccelli volatori mai esistiti.

## Descrizione
Nonostante la loro enorme taglia, i teratorniti erano sicuramente capaci di volare. Impronte visibili di inserzioni di penne remiganti sulle ossa delle ali di Argentavis lasciano pochi dubbi in proposito. Questo fatto sfida la precedente teoria secondo la quale il massimo limite per gli uccelli volatori era rappresentato da forme odierne come cigni, albatros, condor e otarde. Il peso delle ali di un animale come Argentavis doveva essere relativamente basso rispetto alla sua taglia, poco maggiore di quello di un tacchino (Campbell & Tonni, 1983). Con un vento considerevole, l'uccello poteva librarsi in volo semplicemente spiegando le sue ali, proprio come gli albatri odierni. Sembra inoltre che il Sudamerica, durante il Miocene, fosse esposto a forti e durevoli correnti occidentali, dal momento che le Ande avevano appena iniziato a formarsi e non erano molto alte. Teratornis merriami era di dimensioni abbastanza ridotte da poter decollare tramite un semplice salto e pochi colpi d'ala. Quasi tutte le ossa delle dita erano fuse insieme, come in tutti gli uccelli, ma il dito indice si era evoluto in una struttura ampia; anche i condor possiedono una struttura simile.

## Biologia
Tradizionalmente i teratorniti sono stati descritti come grandi divoratori di carogne, molto simili a enormi condor, a causa di una notevole somiglianza con questi ultimi. I lunghi becchi ricurvi, però, sono molto più simili a quelli delle aquile e di altri uccelli predatori attivi, che a quelli degli avvoltoi. Molto probabilmente, i teratorniti inghiottivano le loro prede intere; si è calcolato che Argentavis avrebbe potuto tranquillamente inghiottire animali della taglia di una lepre tutti interi. Sicuramente questi enormi uccelli erano anche saprofagi, ma sembra che il loro nutrimento si basasse sulla predazione attiva nella maggior parte dei casi (Campbell & Tonni, 1983). È interessante notare come i teratorniti possedessero zampe più robuste e lunghe di quelle degli avvoltoi del Vecchio Mondo; è quindi possibile che i teratorni tendessero agguati alle loro prede sul terreno, per poi alzarsi in volo solo dopo aver catturato la preda e depositarla su un altro terreno per nutrirsene o nei loro nidi. Cathartornis, in particolare, potrebbe essere stato adatto a uno stile di vita simile. Argentavis potrebbe essere stato un'eccezione, in quanto il suo corpo massiccio sembrerebbe più adatto a una dieta a base di animali già uccisi da altri predatori. Dal momento che i teratorniti potevano non essere divoratori abituali di carogne, le loro teste erano probabilmente ricoperte di penne, diversamente da quelle degli avvoltoi odierni, che utilizzano le loro teste spoglie per penetrare meglio nelle viscere degli animali morti.

### Riproduzione
Come molti altri uccelli di grandi dimensioni, anche i teratorniti probabilmente deponevano solo uno o due uova. Dal raffronto con alcuni uccelli odierni, sembra possibile che il giovane teratornite fosse affidato alle cure dei genitori per più di sei mesi, e impiegasse diversi anni per raggiungere la piena maturità (forse fino a una dozzina in Argentavis, Palqvist & Vizcaíno, 2003).

## Tassonomia
Le parentele dei teratorniti, così come la tassonomia in generale degli avvoltoi del Nuovo Mondo, è piuttosto confusa ed è stato oggetto di dibattito per lungo tempo. La ragione di ciò è la controversa storia sistematica degli avvoltoi del Nuovo Mondo poiché si presumevano fossero più legati a (o una sottofamiglia di) Ciconiidae (cicogne) sulla base degli studi di Sibley e Ahlquist che lavorarono sull'ibridazione del DNA-DNA negli anni '70 e per tutti gli anni '80. Tuttavia, ora la relazione cicogne-avvoltoi sembra non essere più supportata. I teratorniti oggi sono classificati, insieme agli avvoltoi del Nuovo Mondo, dalla maggior parte delle autorità tassonomiche nell'ordine Accipitriformes (che comprende aquile e poiane).

### Specie
Sono state identificate sinora solo quattro specie di questi uccelli:
- Aiolornis incredibilis (Howard, 1952), precedentemente noto come Teratornis incredibilis. Questa specie è poco conosciuta: resti fossili provenienti dal Nevada e dalla California includono alcune ossa delle ali e parte del becco. Questi fossili mostrano una notevole somiglianza con Teratornis merriami, ma sono più grandi del 40%. Ciò farebbe supporre l'esistenza di un animale pesante circa 23 chilogrammi e con un'apertura alare di circa 5,5 metri. I ritrovamenti datano dalla fine del Pliocene alla fine del Pleistocene e quindi coprono un vasto orizzonte cronologico; è incerto, in effetti, se tutti i fossili rappresentino una sola specie.
- Argentavis magnificens (Campbell & Tonni, 1980). Uno scheletro parziale di questo enorme teratornite è stato trovato nella pampa argentina. Argentavis è il più grande uccello volatore scoperto finora; è il teratornite più antico (Miocene superiore, circa 6-8 milioni di anni fa) e uno dei pochissimi provenienti dal Sudamerica. I resti fossili attribuiti a questa specie includono parti del cranio, un omero incompleto e altre ossa delle ali. Stime riduttive indicano un'apertura alare di oltre 6 metri, ma ipotesi più probabili porterebbero queste dimensioni a 8 metri; il peso dell'animale potrebbe essersi attestato intorno agli 80 chilogrammi. Queste misure indicherebbero un animale in grado di rivaleggiare, in quanto a dimensioni, con i più grandi pterosauri.
- Cathartornis gracilis (Miller, 1910). Conosciuta solo attraverso un paio di ossa delle zampe rinvenute a Rancho La Brea, questa specie è di gran lunga la meno nota. In confronto a Teratornis merriami, i resti sono di dimensioni leggermente minori ma più snelli, ad indicare una struttura corporea più gracile.
- Teratornis merriami (Miller, 1909). La specie di gran lunga più conosciuta, con oltre un centinaio di esemplari rinvenuti. I principali resti sono stati trovati nei pozzi di bitume di Rancho La Brea. Questo animale era alto circa 75 centimetri e aveva un'apertura alare di circa 3,8 metri. Probabilmente pesava circa 15 chilogrammi, il che lo rendeva leggermente più grande degli attuali condor. Si estinse alla fine del Pleistocene, circa 10.000 anni fa. Il nome Teratornis deriva dal greco e significa “uccello mostro”.

Un altro possibile teratornite, Oscaravis olsoni, è stato descritto a partire da resti rinvenuti a Cuba e databili al Pleistocene; le esatte affinità di questo animale non sono completamente risolte e potrebbe non essere un teratorno. Vi sono anche fossili non descritti provenienti dall'Ecuador sudoccidentale (Campbell & Tonni, 1983).